# Hořičky
Hořičky (en allemand : Horschitzka, auparavant Kleinhorschitz) est une commune du district de Náchod, dans la région de Hradec Králové, en Tchéquie. Sa population s'élevait à 573 habitants en 2022.

## Géographie
Hořičky se trouve à 7 km au nord-nord-ouest de Česká Skalice, à 13 km à l'ouest-nord-ouest de Náchod, à 29 km au nord-nord-est de Hradec Králové et à 119 km à l'est-nord-est de Prague.
La commune est limitée par Libňatov au nord, par Slatina nad Úpou et Litoboř à l'est, par Vestec et Lhota pod Hořičkami au sud, et par Brzice et Mezilečí à l'ouest.

## Histoire
La première mention écrite du village date de 1357.

## Administration
La commune se compose de cinq sections :
- Hořičky
- Chlístov
- Křižanov
- Mečov
- Nový Dvůr

## Galerie

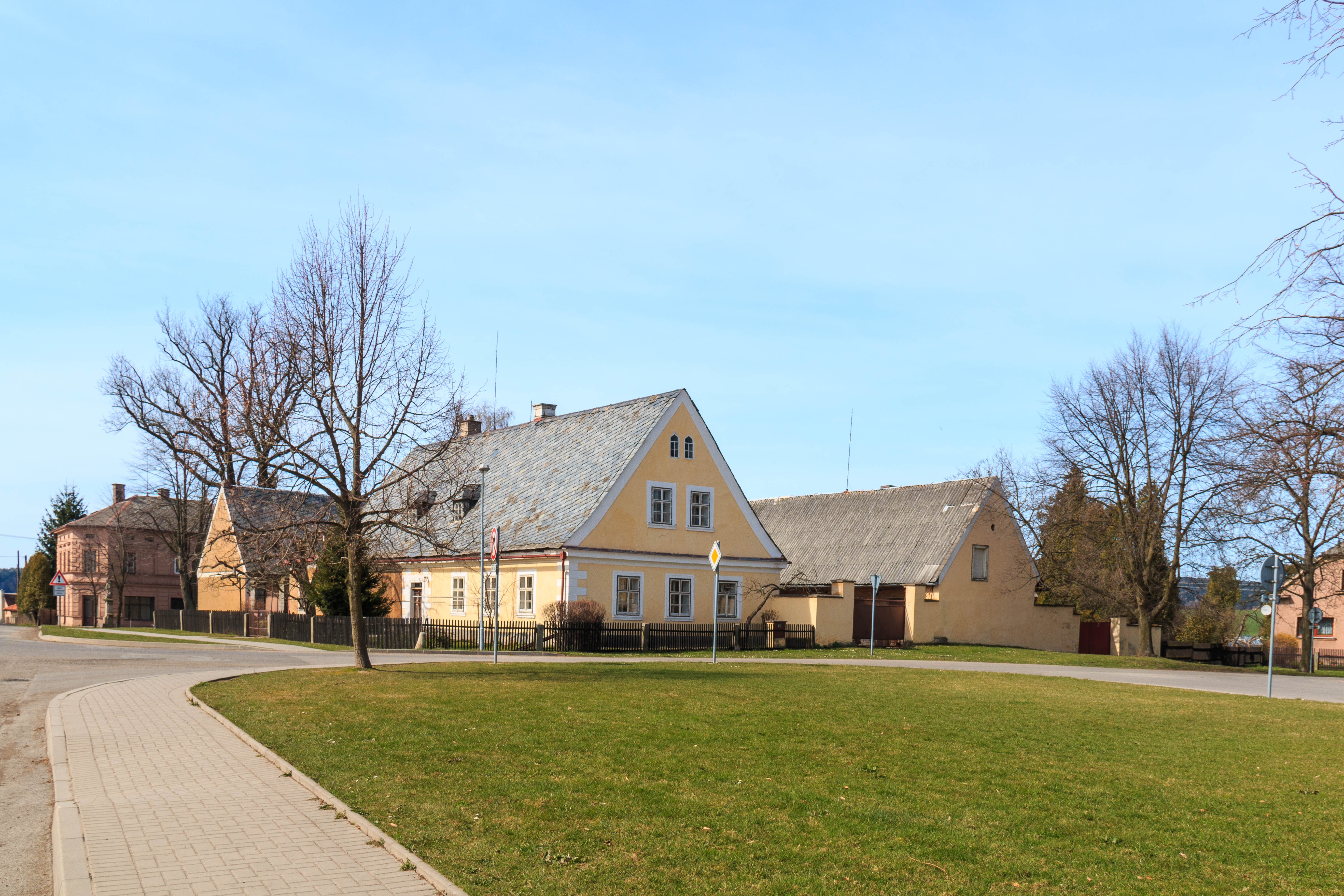
Centre du village.
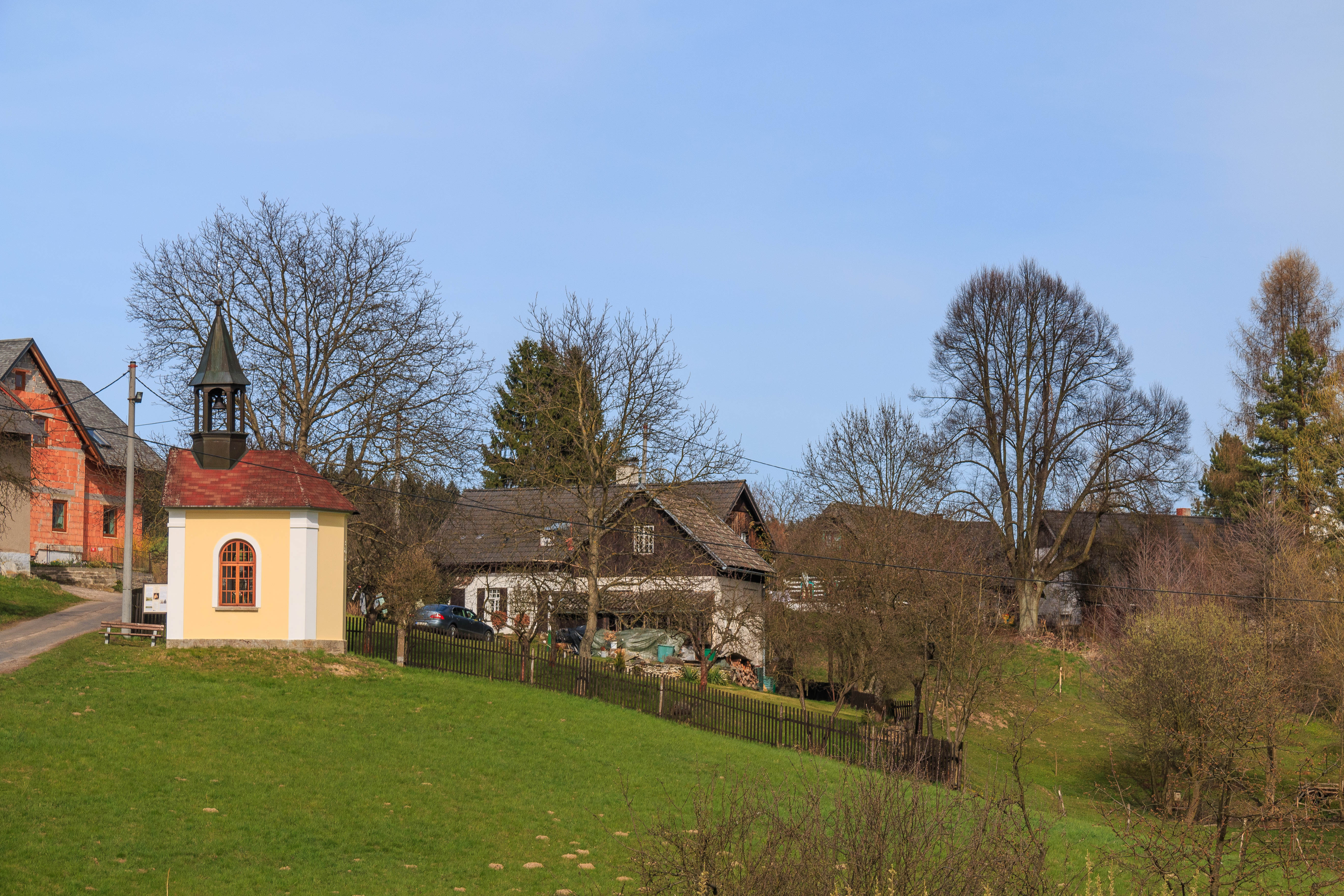
Mečov : chapelle de l'Assomption.

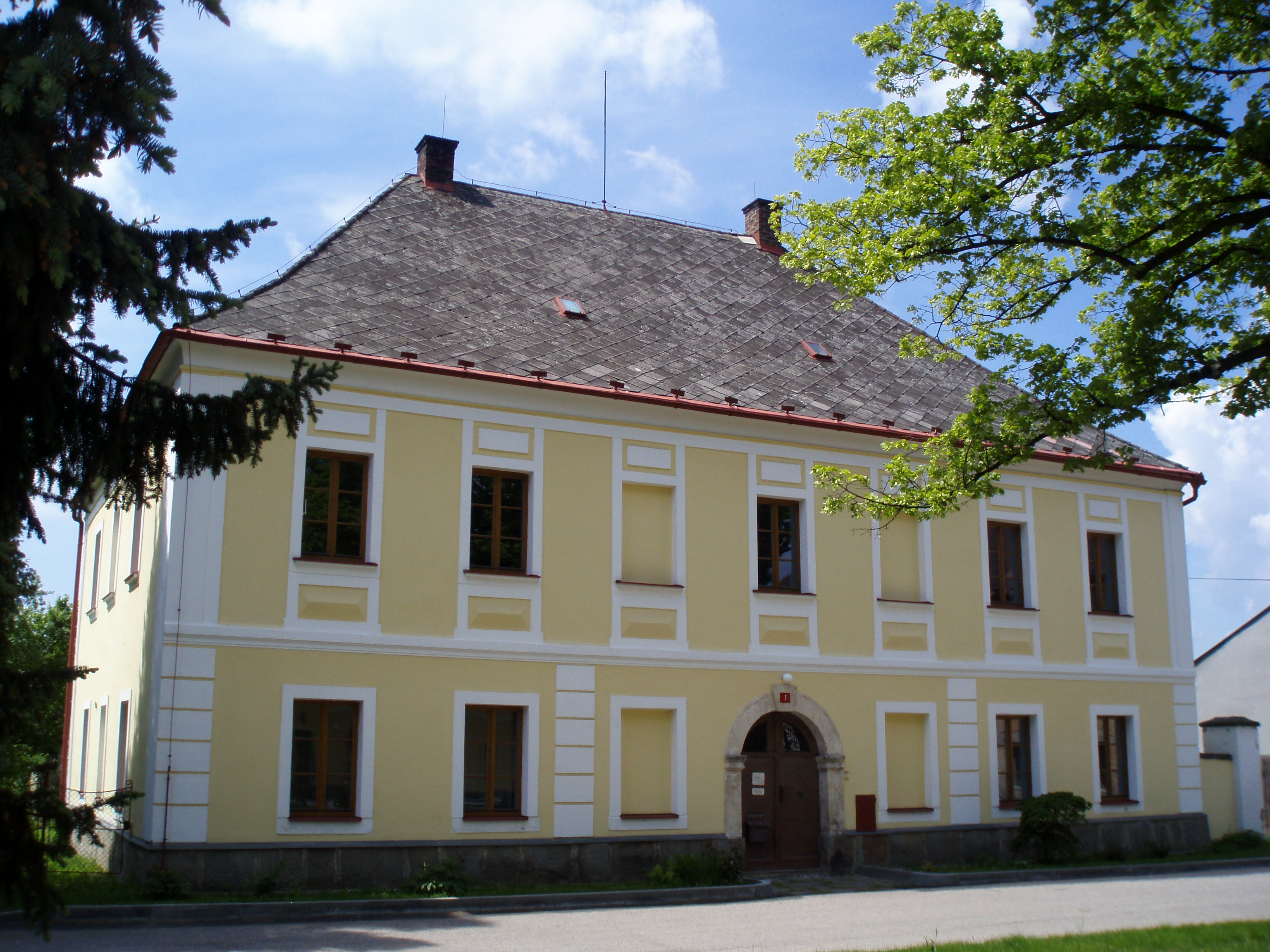
Hořičky : presbytère.
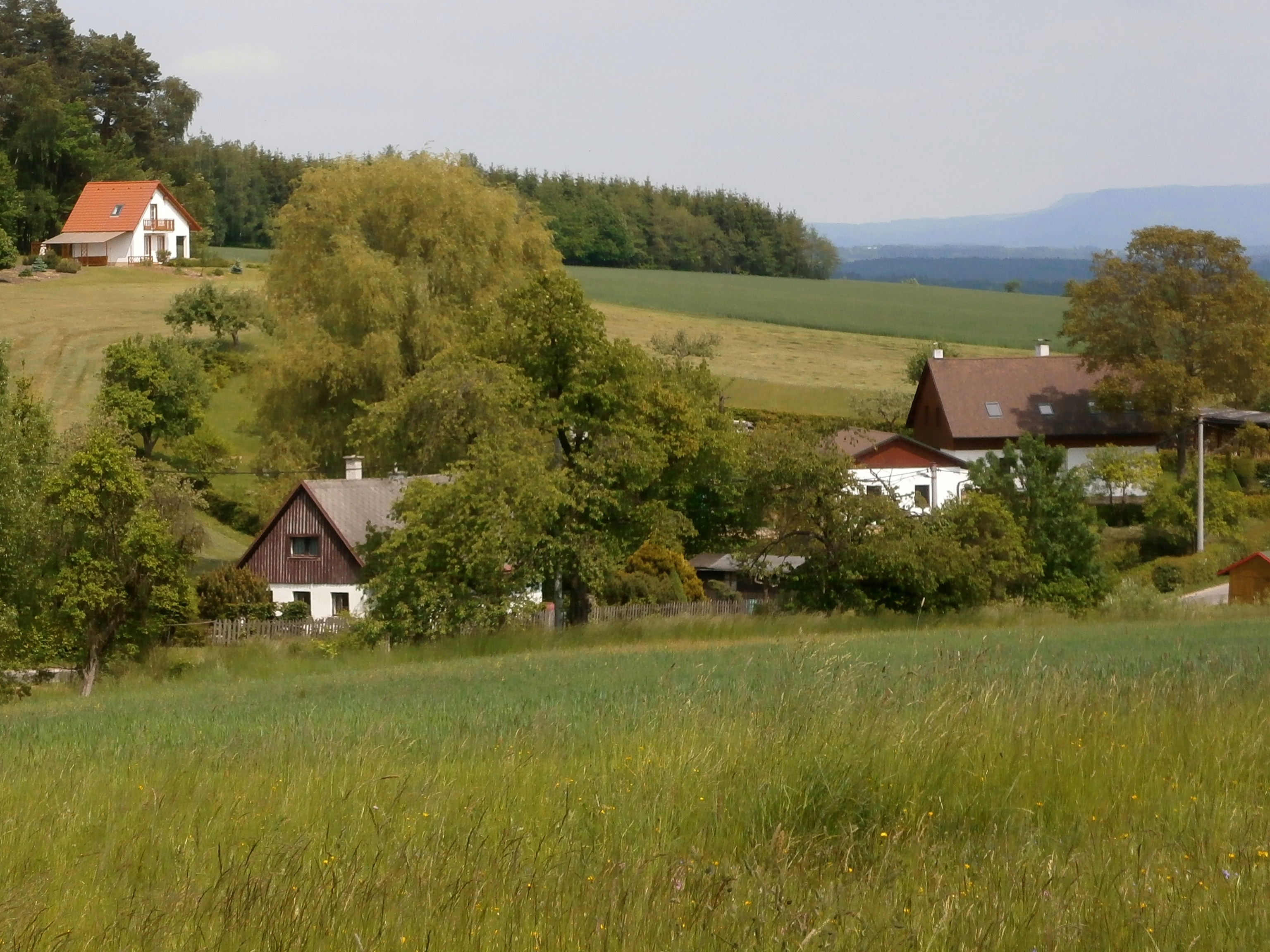
Hameau de Křižanov.

## Transports
Par la route, Hořičky se trouve à 10 km de Červený Kostelec, à 16 km de Náchod, à 37 km de Hradec Králové et à 148 km de Prague. 